# Cryptus bucculentus
Cryptus bucculentus är en stekelart som beskrevs av Tschek 1871. Cryptus bucculentus ingår i släktet Cryptus och familjen brokparasitsteklar. Inga underarter finns listade i Catalogue of Life.